# Sanicula tienmuensis
Sanicula tienmuensis là một loài thực vật có hoa trong họ Hoa tán. Loài này được Shan & Constance miêu tả khoa học đầu tiên năm 1951.